# Archie Mayo
Archibald L. Mayo (New York, 29 gennaio 1891 – Guadalajara, 4 dicembre 1968) è stato un regista e attore teatrale statunitense.

## Biografia
Iniziò a lavorare in teatro prima come attore poi come regista, per poi entrare nel mondo di Hollywood nel 1915, dove fu attivo fino al giorno del suo ritiro nel 1946. La sua carriera di regista ebbe inizio nel 1926, come collaboratore della Warner Bros., e proseguì con altre grandi majors come la Twentieth Century Fox (1940) e la Metro-Goldwyn-Mayer.
A causa del suo forte carattere entrò spesso in contrasto con le grandi stelle del cinema con le quali ebbe occasione di lavorare e fu questo uno dei motivi che lo spinsero ad abbandonare la regia e a ritirarsi dal mondo del cinema nel 1946 dopo aver appena concluso di girare la pellicola Una notte a Casablanca con i Fratelli Marx. Tra i suoi lavori, da annoverare titoli come La schiava di Singapore (1928), La foresta pietrificata (1936) e Agguato sul fondo (1943). Riapparve nel 1968 nel mondo del cinema come produttore e morì nello stesso anno di cancro a Guadalajara in Messico.

## Filmografia

### Regista
- Spring Fever (1923)
- Reno or Bust - cortometraggio (1924)
- Money Talks (1926)
- Quarantined Rivals (1927)
- La schiava di Singapore (State Street Sadie) 1928
- My Man (1928)
- Is Everybody Happy? (1929)
- Wide Open
- Congo (Vengeance) (1930)
- Courage (1930)
- Oh Sailor Behave (1930)
- The Doorway to Hell (1930)
- Illicit (1931)
- Svengali (1931)
- Corsa alla vanità (Bought!) (1931)
- Under Eighteen (1931)
- The Expert (1932)
- Street of Women (1932)
- Two Against the World (1932)
- Night After Night (1932)
- La seconda aurora (The Life of Jimmy Dolan) (1933)
- Sempre nel mio cuore (Ever in My Heart) (1933)
- L'ultima carta (Gambling Lady) (1934)
- The Man with Two Faces (1934)
- Il selvaggio (Bordertown) (1935)
- Canzoni appassionate (Go Into Your Dance) (1935)
- La foresta pietrificata (The Petrified Forest) (1936)
- Legione nera (Black Legion) (1937)
- Avventura a mezzanotte (It's Love I'm After) (1937)
- Uno scozzese alla corte del Gran Kan[1] (The Adventures of Marco Polo) (1938)
- Quando donna vuole (Youth Takes a Fling) (1938)
- Armonie di gioventù (They Shall Have Music) (1939)
- L'isola degli uomini perduti (The House Across the Bay) (1940)
- Addio Broadway! (The Great American Broadcast) 1941
- La zia di Carlo (Charley's Aunt) 1941
- Voglio essere più amata (Orchestra Wives) 1942
- Ondata d'amore (Moontide) 1942
- Agguato sul fondo (Crash Dive) 1943
- L'infernale avventura (Angel on my Shoulder) (1946)
- Una notte a Casablanca (A Night in Casablanca) (1946)

### Regista seconda unità
- La gloriosa avventura (The Real Glory), regia di Henry Hathaway (1939)

### Sceneggiatore
- The Speeder, regia di Lloyd Bacon - cortometraggio (1922)